# 戈尔比奥
戈尔比奥（法語：Gorbio，法語發音：[ɡɔʁbjo]）是法国滨海阿尔卑斯省的一个市镇，属于尼斯区。

## 地理
戈尔比奥（43°47'12"N, 7°26'42"E）面积7.02 平方千米，位于法国普罗旺斯-阿尔卑斯-蓝色海岸大区滨海阿尔卑斯省，该省份为法国东南部沿海省份，南濒地中海，西南至瓦尔省，西北接上普罗旺斯阿尔卑斯省，北部和东部与意大利接壤。
与戈尔比奥接壤的市镇（或旧市镇、城区）包括：芒通、佩耶、罗克布吕讷-卡普马丹、圣阿涅丝。

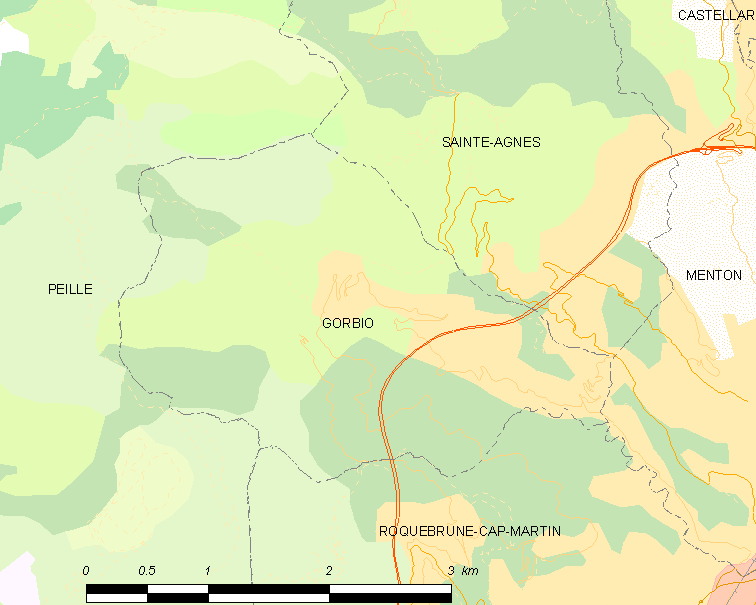
戈尔比奥的OSM定位图

戈尔比奥的时区为UTC+01:00、UTC+02:00（夏令时）。

## 行政
戈尔比奥的邮政编码为06500，INSEE市镇编码为06067。

## 政治
戈尔比奥所属的省级选区为芒通县。

## 人口

1962-2008年间戈尔比奥人口变化图示

戈尔比奥于2022年1月1日时的人口数量为1568人。